# Hindenburglicht

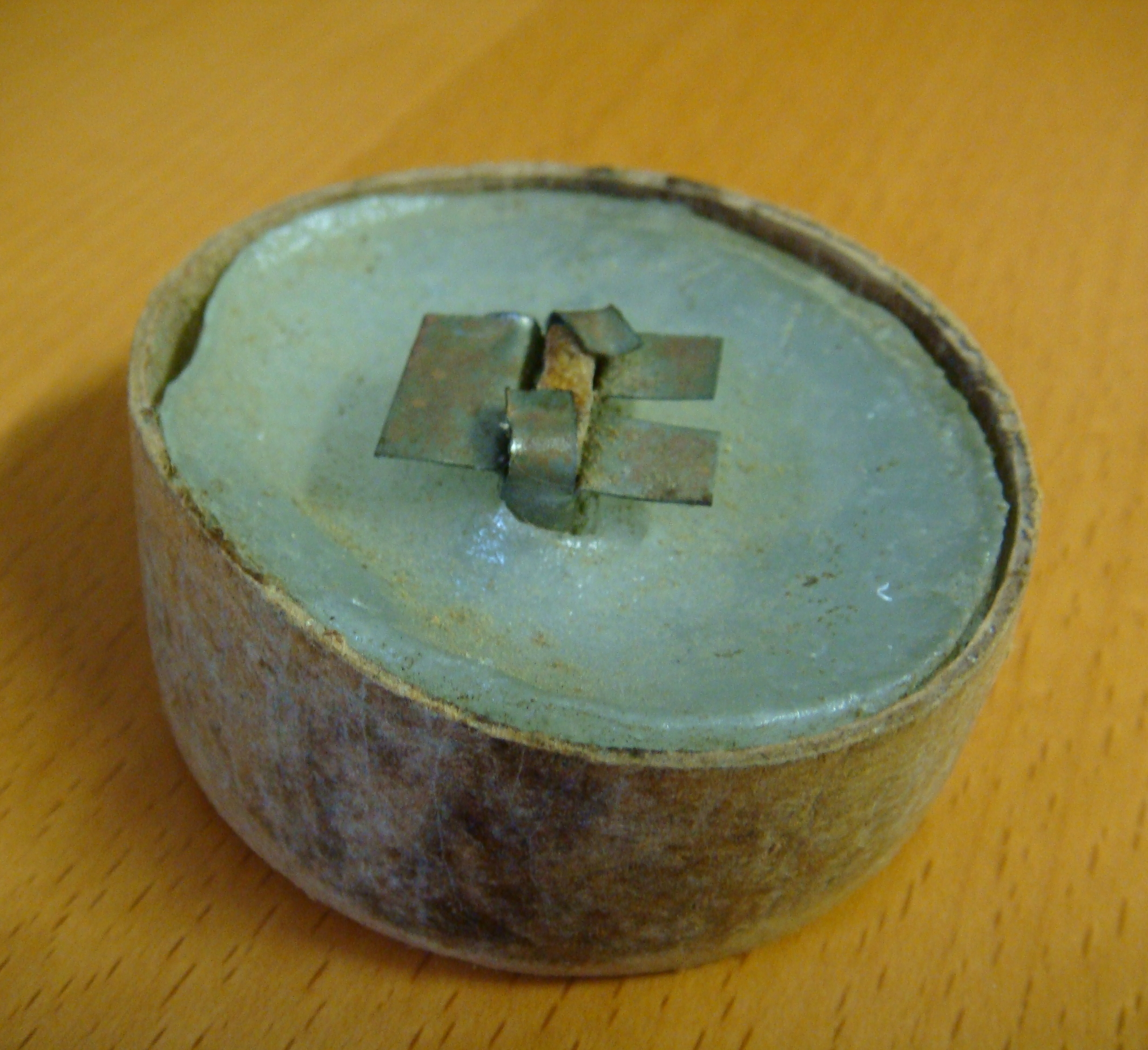
Hindenburglicht, um 1943–1945, Museum Geiserschmiede Bühlertal

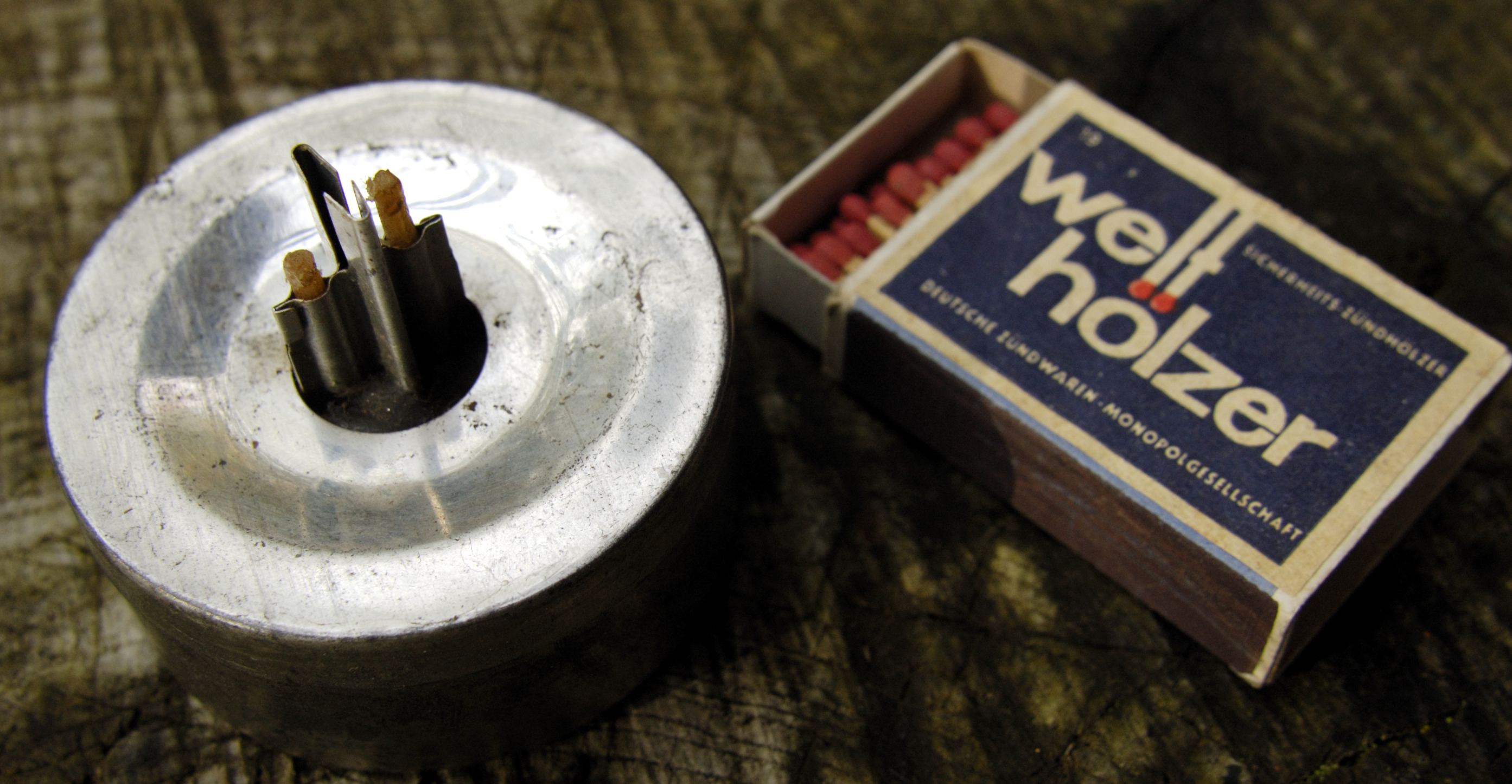
Dosenlicht von G. A. Glafey, Mod. 73, Verwendung bei der Bundeswehr

Das Hindenburglicht, benannt nach Paul von Hindenburg (als Oberkommandierenden des deutschen Heeres), wurde in den Schützengräben des Ersten Weltkrieges, dann aber auch im Zweiten Weltkrieg im Luftschutzkeller, bei Stromsperre oder Verdunkelung als Notbeleuchtung eingesetzt.
Es besteht aus einer flachen Schale aus Pappe von ca. 5 bis 8 cm Durchmesser mit einem 1 bis 1,5 cm hohen Rand. Die Form ähnelt dem Deckel eines Schraubglases. Die Pappe war mit Fett getränkt, dadurch wasserabweisend und einigermaßen formstabil. Diese flache Schale war gefüllt mit einem wachsähnlichen Fett (Talg). Ein kurzer, breiter Docht in der Mitte wurde angezündet und brachte für einige Stunden Licht. Nach kurzer Zeit war das Fett geschmolzen. Damit der Docht nicht umfiel, klemmte er in einem Fuß aus gebogenen Blechen.
Einen späten Nachfolger fand das Hindenburglicht im „Dosenlicht“. In einer paraffingefüllten Blechdose steht ein Halter mit zwei Dochten. Zwischen beiden befindet sich ein gefalteter Blechstreifen, der „Kamin“. Es werden beide Dochte entzündet. Der Kamin leitet die Wärme in das Wachs und verdampft es. Dadurch bildet sich über dem Kamin eine große zungenförmige Gasflamme, die deutlich heller ist als die Flamme eines Dochtes. Dieses Dosenlicht hat sich für Notbeleuchtungen bewährt und ist nach wie vor beim Hersteller erhältlich. Das Dosenlicht war lange Zeit bei der deutschen Bundeswehr eingeführt und Bestandteil der „Einheitslaterne“.
Das Konzept wurde später, verkleinert und vereinfacht, zum heutzutage üblichen Teelicht weiterentwickelt, welches vorwiegend für zivile Warmhaltezwecke gedacht ist.